# كأس ملك البحرين 2006
كأس ملك البحرين لكرة القدم 2006 هي النسخة الحادية والخمسون من كأس ملك البحرين لكرة القدم. جرت من 31 ديسمبر 2005 إلى 26 مايو 2006. توج النجمة باللقب بعدما تغلب في المباراة النهائية على الأهلي 1-0.

## الدور التمهيدي
| التضامن                                             | 1-3 | الاتفاق                   |
| --------------------------------------------------- | --- | ------------------------- |
| جعفر عبد الوهاب 51' · حسين أحمد 88' · محمد حسين 89' |     | أمجد أحمد 44' (ضربة جزاء) |

| الحد                | 1-2 (ب.و.إ.) | البديع        |
| ------------------- | ------------ | ------------- |
| علي النصوح 85'، 92' |              | جاسم عواد 78' |

## الدور الثمن النهائي
| المحرق                                                                                      | 0-4 | البحرين |
| ------------------------------------------------------------------------------------------- | --- | ------- |
| محمود عبد الرحمن 43' · إبراهيم المقلة 45' · عبد الله الدخيل 56' · دعيج ناصر 86' (ضربة جزاء) |     |         |

| الرفاع الشرقي                     | 2-2 (ب.و.إ.) | سترة                           |
| --------------------------------- | ------------ | ------------------------------ |
| عبد العزيز بوكركور حسن عبد العزيز |              | جعفر علي طوق · مهدي البناء 95' |

| الرفاع            | 0-1 | المالكية |
| ----------------- | --- | -------- |
| إبراهيما كيتا 68' |     |          |

| البسيتين      | 1-1 (ب.و.إ.) | مدينة عيسى    |
| ------------- | ------------ | ------------- |
| كاظم ميثم 18' |              | نبيل محمد 80' |

| الأهلي                                                             | 0-3 | الحد |
| ------------------------------------------------------------------ | --- | ---- |
| أحمد الحجيري 14' (ضربة جزاء) · جيسي جون 24' · محمود عبد الرحمن 48' |     |      |

| النجمة                                       | 2-3 | المنامة                               |
| -------------------------------------------- | --- | ------------------------------------- |
| علي سعيد 17' · رائد بابا 40' · راشد جمال 78' |     | جونز بيرس 18' · إسماعيل عزيز جعفر 45' |

| الشباب                                | 1-2 | التضامن            |
| ------------------------------------- | --- | ------------------ |
| عمار عبد الحسن 20' · علي عبد الله 86' |     | محمد حسن محفوظ 16' |

| الحالة                                                                           | 1-5 | الاتحاد  |
| -------------------------------------------------------------------------------- | --- | -------- |
| خالد الشمري 15'، 39' · يوسف زويد 25' · راشد الشروقي 36' · إسماعيل عبد اللطيف 90' |     | دايو 37' |

## الدور الربع النهائي
| النجمة                                 | 0-2 | البسيتين |
| -------------------------------------- | --- | -------- |
| إبراهيم عبد الرزاق 36' · راشد جمال 50' |     |          |

| الحالة                                                                                       | 3-5 | الشباب                                                   |
| -------------------------------------------------------------------------------------------- | --- | -------------------------------------------------------- |
| أنور يوسف 10' · إسماعيل عبد اللطيف 50' · يوسف زويد 57' (ضربة جزاء)، 85' · محمد عبد النبي 78' |     | عمار عبد الحسن 6' · محمد جاسم الهدار 74' · جاسم داود 87' |

| المحرق                                    | 1-2 | الرفاع الشرقي      |
| ----------------------------------------- | --- | ------------------ |
| عبد الله الدخيل 1' · محمود عبد الرحمن 70' |     | حسن عبد العزيز 86' |

| الأهلي            | 1-2 | الرفاع            |
| ----------------- | --- | ----------------- |
| جيسي جون 55'، 63' |     | إبراهيما كيتا 53' |

## الدور النصف النهائي
| النجمة                           | 1-2 (ب.و.إ.) | الحالة                             |
| -------------------------------- | ------------ | ---------------------------------- |
| حسين السعودي 73' · علي سعيد 126' |              | إسماعيل عبد اللطيف 56' (ضربة جزاء) |

| الأهلي                                  | 1-3 | المحرق               |
| --------------------------------------- | --- | -------------------- |
| عبد الله فتاي 53'، 96' · حسن حميدة 119' |     | عبد الله الدخيل 101' |

## المباراة النهائية
| النجمة        | 0-1 | الأهلي |
| ------------- | --- | ------ |
| راشد جمال 25' |     |        |

## البطل
| كأس ملك البحرين بطل 2006 |
| ------------------------ |
| النجمة اللقب الخامس      |